# 合 (称谓)
合（中古汉语：*ɦəp̚），现代汉语译阿勒普，是回紇、黠戛斯人的一种称号，类似蒙古的巴特尔，意思是英雄、勇猛。在古代，这一称谓可用于任何的性别。此外，高昌还常见“合奮”（通过其英勇来……）这一称号。
在现代诸突厥语中，一些语言继承了这一称呼并成为土耳其语中的常见名字，但在土耳其语中，这一称谓不再保持性别中立而作为男性专有姓名使用。

## 知名的持此称呼者
- 合俱录牟羽可汗
- 合骨咄禄毗伽可汗
- 怀信可汗
- 保义可汗
- 昭礼可汗
- 彰信可汗
- 阿勒普统阿
- 合俟利发（英语：Alp Iluetuer） (fl. 680s), 北高加索匈人领导
- 阿勒普汗（英语：Alp Khan） (卒于约1315)，德里苏丹国将军
- 合達干（英语：Alp Tarkhan） (8th century), 可萨人将军
- 合特勤 (died 963), 薩曼王朝突厥指揮官
- 阿爾普·阿爾斯蘭 塞爾柱帝國蘇丹
- 巴爾斯別克:黠戛斯汗國第一個王

## 以此字起名者
仅限土耳其裔（含土耳其裔欧美人），并衍生出合阿萨兰等双名。
- Alp Ikizler, American nephrologist of Turkish origin
- Alp Kırşan (born 1979), 土耳其演员
- Alp Mehmet (born 1948), 英国外交官
- Alp Ozkilic, (born 1986), Turkish-American mixed martial artist
- Alp Yalman (born 1940), 土耳其商人

## 作为姓氏
仅限土耳其裔（含土耳其裔欧美人）。